# Jan Aelbertsz Riethoorn
Jan Aelbertz. Riethoorn, o Jan Aelbertsz. van den Riethoorn (Haarlem, 1620 – Haarlem, 13 giugno 1669 (sepolto)), è stato un pittore olandese del secolo d'oro.

## Biografia
Allievo di Cornelis de Visscher II, come riportato sul suo ritratto operò principalmente nella sua città natale. Nel 1646 o 1648 divenne membro della Corporazione di San Luca di Haarlem.
Studiò alla sua scuola Abraham de Ridder, che, nel 1690, eseguì il suo ritratto.
Fu sepolto nella Chiesa Grande di San Bavone